# Бельцкая старообрядческая община
Бельцкая старообрядческая община — община староверов города Бельцы в Молдавии, относящаяся к Кишинёвской и всея Молдавии епархии Русской православной старообрядческой церкви.

## История
В 1825 году в Бельцах проживал 31 раскольник: 20 мужчин и 11 женщин. В 1830-х их было до 100 человек. В 1836 году старообрядческая община уже имела собственную часовню. В середине XIX века численность старообрядцев увеличилась в 2,5 раза за счёт переселенцев из Подольской и Черниговской губерний.
С 1870 года в городе действовала моленная, которая до 1880 года окормлял о. Иерофей Макаров из Куничи. В 1907 году к ней пристроены алтарь и колокольня, то есть она была превращена в храм, освящённый в честь Покрова Пресвятой Богородицы. Во время румынской оккупации 1941—1944 годов церковь закрыли. Настоятель общины о. Симеон Донцов был посажен в тюрьму за отказ перейти на новый стиль и румынский язык.  В 1945 году община насчитывала 145 человек. В 1947 году храм сгорел. Во временную моленную было превращено одноэтажное кирпичное здание на прихрамовой территории, которую епископ Иосиф (Моржаков) освятил в честь святителя Николы Чудотворца. В 1949 году община ходатайствовала о разрешении на восстановление церкви, но в нём было отказано, а временная моленная опечатана из-за угрозы обвала. В 1950 году община насчитывала 576 человек. В 1951 году в отремонтированной моленной возобновились богослужения.
В 1959 году богослужения в моленной фактически прекратились, а община ездила в Успенскую церковь в Старой Добрудже. В 1961 году о. Артемон Романов сдал церковную печать заведующему специальной частью исполкома Бельцкого горсовета. Община снята с регистрации в апреле 1962 года.
В начале 1990-х годов был построен новый храм в честь Архангела Михаила. По состоянию на 2018 год настоятелем является иерей Василий Богданов. На престольный праздник (Собор архангела Михаила и прочих небесных сил бесплотных — 21 ноября) в 2012 и 2017 годах в храме служил Митрополит Московский и всея Руси Корнилий.

## Настоятели
- о. Василий Степанцов (1908—1910)
- о. Иоанн Прякин (1912—1918)
- о. Агафонник Кирченков (1918—1938)
- о. Симеон Донцов (1939—1946)
- о. Сергий Никаноров (1946)
- о. Давыд Гуреев (1947—1949)
- о. Максим Кирсанов (1949—1950)
- о. Сергий Никаноров (1950—1954)
- о. Нестор Соловьев (1954—1956)
- протоиерей Артемон Романов (1956—1959)
- иерей Василий Богданов[1].